# Circuito de playas de Tuquillo

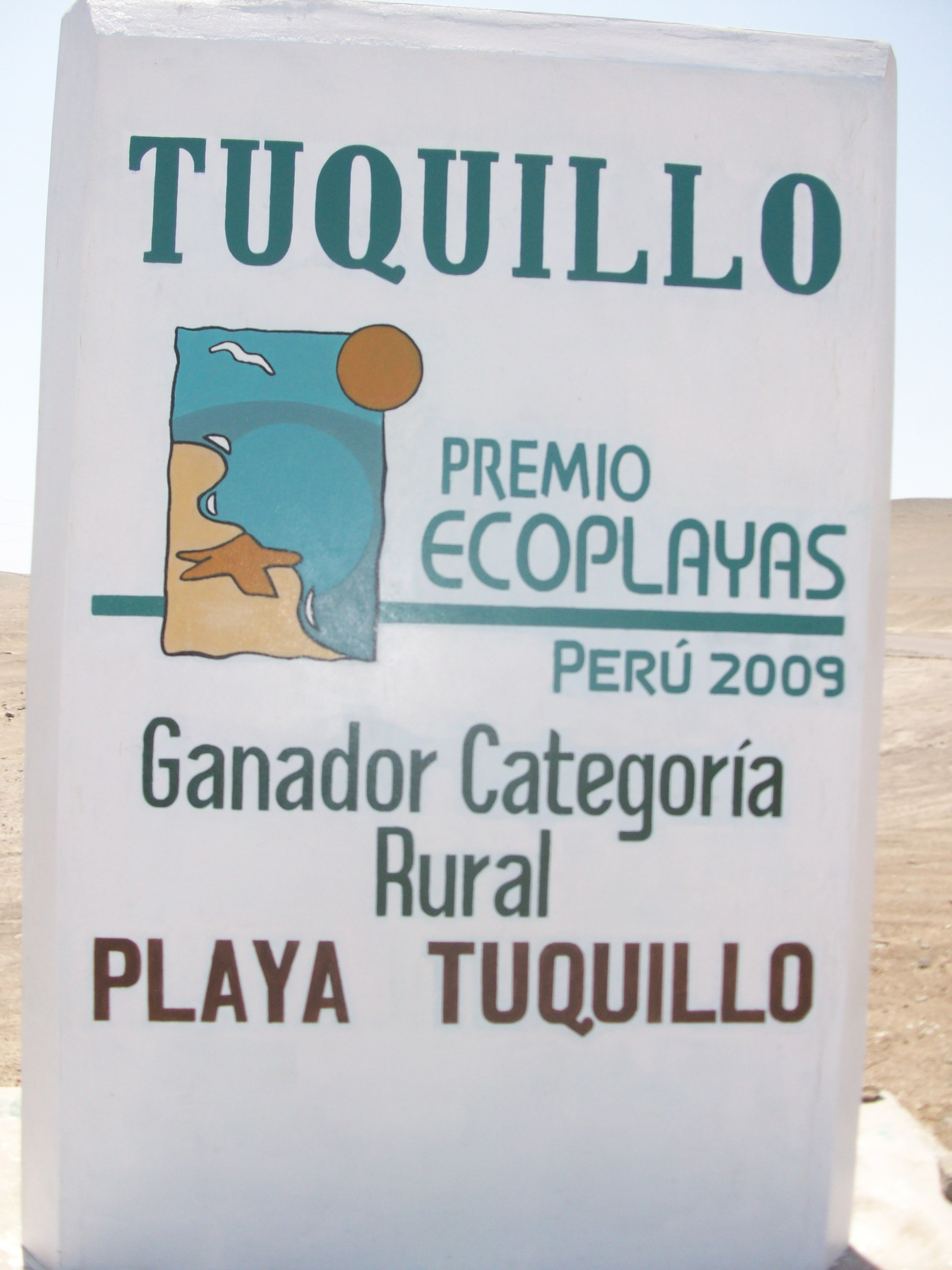
"Premio Ecoplayas Perú 2009" en la categoría Rural a la Playa Tuquillo.

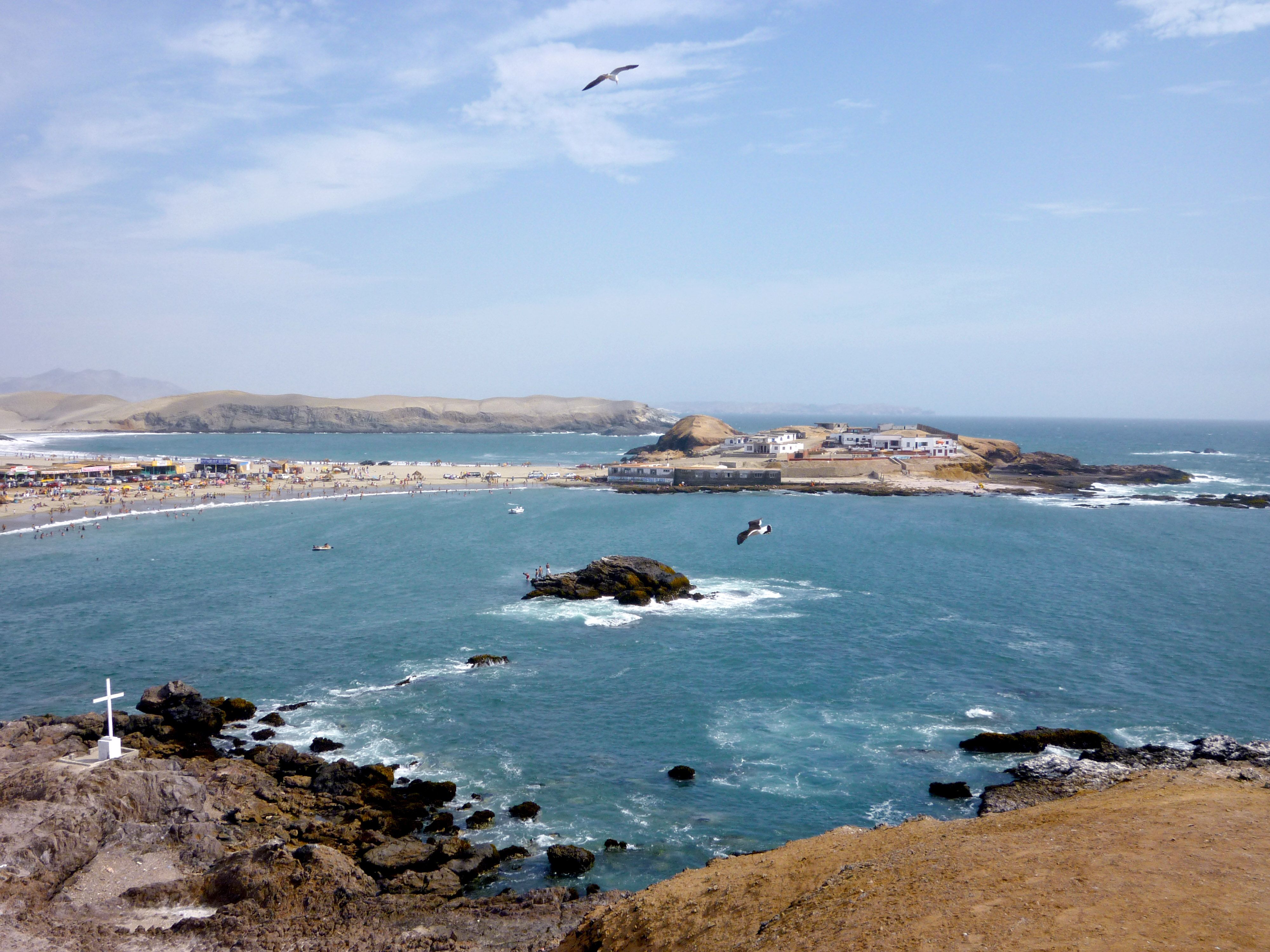
Vista panorámica del balneario de Tuquillo, Huarmey.

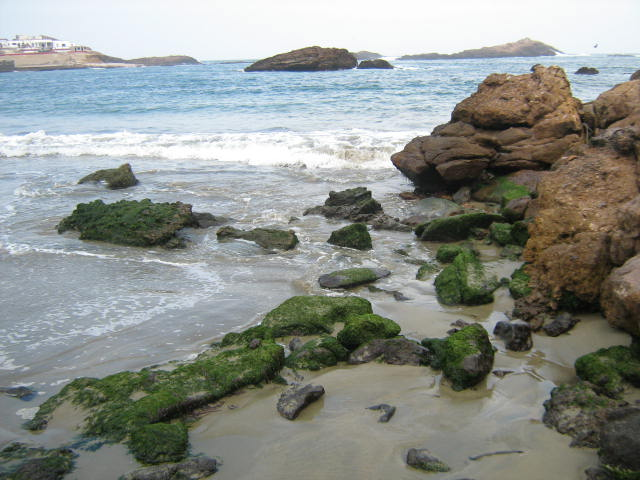
Vista del mar de la playa de Tuquillo, Huarmey.

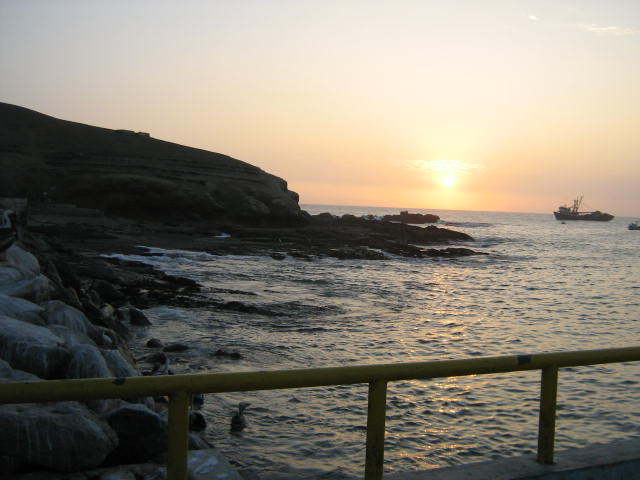
Ocaso en Puerto Culebras, Huarmey.

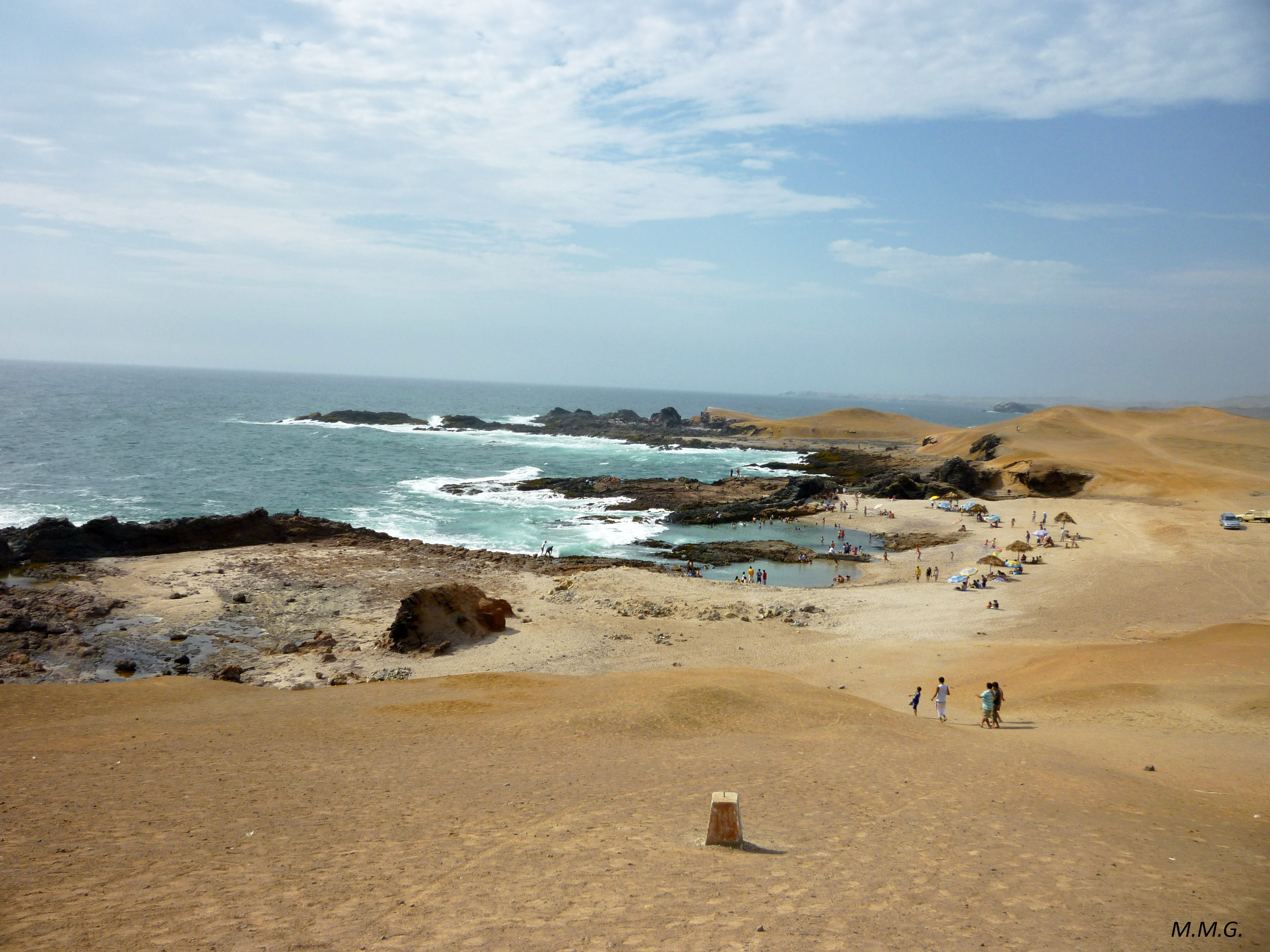
La Pocita, playa para niños, Huarmey.

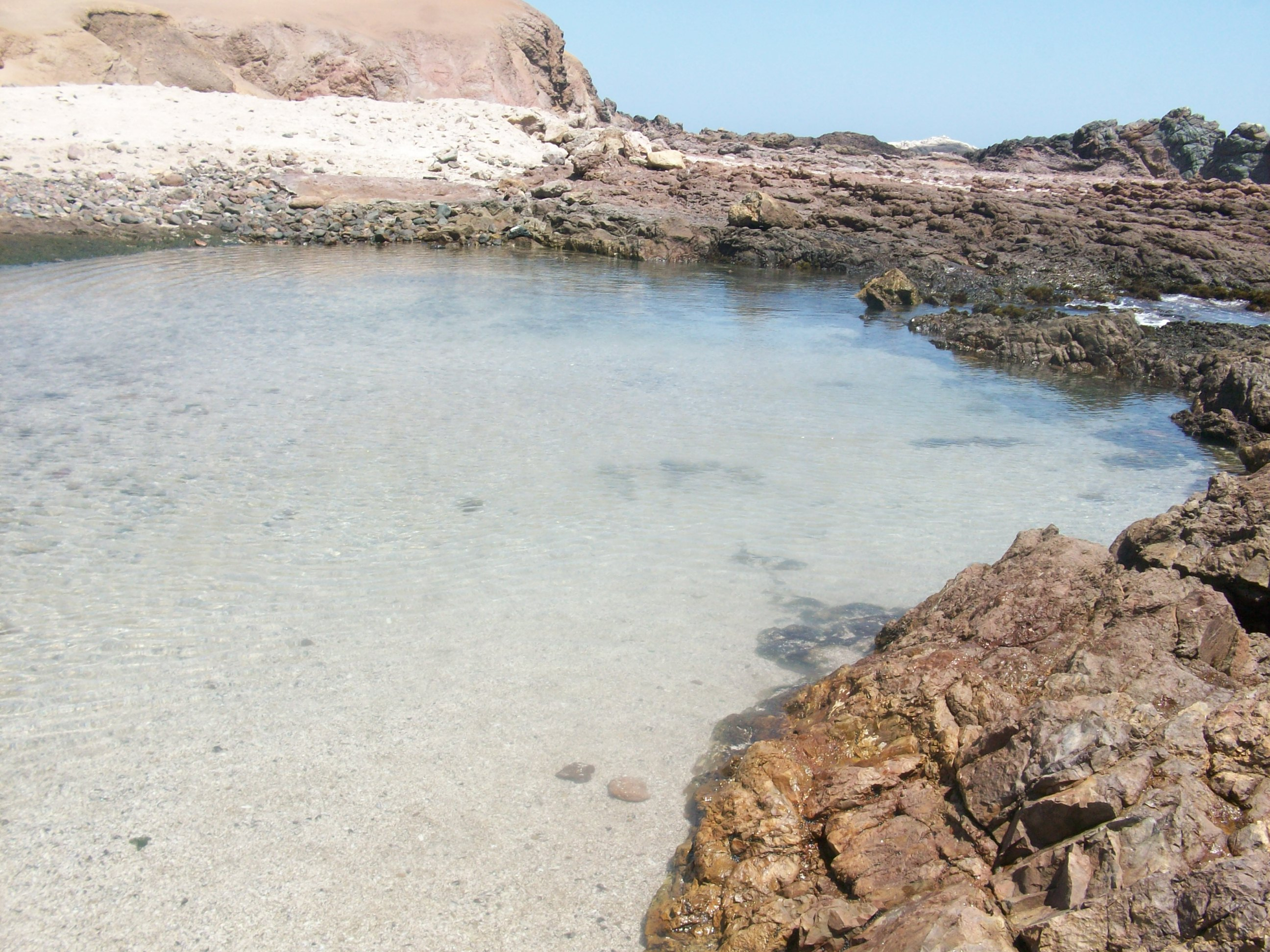
La Pocita, Huarmey. Desde el balneario de Tuquillo, se puede acceder a esta playa cruzando un pequeño cerro de arena.

El circuito de playas de Tuquillo es un área turística peruana situada en la costa central del país a orillas del océano Pacífico. Está ubicado en la provincia de Huarmey en el departamento de Áncash. Se inicia en Puerto Culebras y termina en el balneario de Tuquillo, desde el km 310 hasta el 296 de la carretera Panamericana Norte.

## Balneario de Tuquillo
El balneario de Tuquillo, denominado como la piscina del Océano Pacífico, es considerado como una de las mejores playas del Perú. Está rodeado por casas y restaurantes de material recuperable a orillas de una ensenada. Estos negocios se aperturan en los meses de verano (enero, febrero y marzo). Se encuentra ubicado en la ciudad de Huarmey, en el kilómetro 303 de la Panamericana Norte, cerca de una gran antena. Posee mar calmo, aguas frías y acceso por vía asfaltada. Además, posee islotes a cincuenta metros de la orilla, los cuales sirven de hábitat para aves guaneras como el piquero o el guanay.
En los años 2010 y 2011, el balneario de Tuquillo recibió el "Premio Ecoplayas" en la categoría Rural, por su perfecto estado de conservación, limpieza y frecuencia, calidad descontaminada de sus aguas y arenas, belleza paisajística rural e urbano,
sistemas de emisión de aguas residuales, servicios al público (baños, tachos, avisaje orientativo, acceso y parqueo), libertad para el acceso a la playa, esfuerzos educativos al público sobre la conservación de la playa, y proyección de sostenibilidad futura. En 2010, la playa "Pan de Azúcar" (km 320), ubicada en Culebras, también se llevó un "Premio Ecoplayas", en la categoría Natural, por la presencia de biodiversidad típica. En ese año, además de los premios para las playas huarmeyanas, la Municipalidad Provincial de Huarmey recibió dos diplomas, uno por la "Mejor Campaña de Limpieza de Playas" y otro por el "Esfuerzo de Conservación de las Playas de Huarmey".

## Corralones
A la altura del km 307 de la Panamericana Norte, donde también existe un desvío afirmado que parte desde la propia Carretera Panamericana, se inician propiamente los llamados Corralones; los cuales son una sucesión de siete playas de arena, flanqueadas por rocas anaranjadas y numerosos islotes, uno de ellos llamado "El Erizo", en alusión a la abundancia de puntiagudos equinodermos en la zona.

## Otras playas
Entre Culebras y Tuquillo, se encuentran las otras playas del circuito, bahías y puntas de roca. Estas playas tienen acceso difícil y tienen nombres en diminutivo, así como "La Pocita", "La Colinita" y "La Gramita". Cerca del balneario de Tuquillo, se pueden ubicar las playas de "Maracana", Marín y "Antivito".

## Turismo
Las personas asisten a este circuito de playas ya sea para acampar, bucear o pescar, por la abundancia de chitas en los mares, o simplemente para disfrutar del paisaje y darse un buen baño.